# Округ Прауерс (Колорадо)
Прауерс (енгл. Prowers County) је округ у америчкој савезној држави Колорадо. По попису из 2010. године број становника је 12.551. Седиште округа је град Ламар.

## Демографија
Према попису становништва из 2010. у округу је живело 12.551 становника, што је 1.932 (13,3%) становника мање него 2000. године.
| Група             | 2000.         | 2010.         |
| Белци             | 9.427 (65,1%) | 7.873 (62,7%) |
| Афроамериканци    | 43 (0,3%)     | 64 (0,5%)     |
| Азијати           | 54 (0,4%)     | 38 (0,3%)     |
| Хиспаноамериканци | 4.766 (32,9%) | 4.417 (35,2%) |
| Укупно            | 14.483        | 12.551        |